# Стурмион
Стурмион (Стурмио; лат. Sturmion; умер в 810 или 811) — франкский граф Нарбона (около 800—810/811).

## Биография
Происхождение Стурмиона неизвестно. Не установлены и обстоятельства получения им Нарбонского графства, где он стал преемником Магнария. Вероятно, это произошло около 800 года.
Известен документ от марта 795 года, в котором король франков Карл Великий повелевал выделить вблизи Нарбона земельный надел герою сражения при Понте Иоанну. 5 июля 844 года правитель Западно-Франкского королевства Карл II Лысый подтвердил это дарение. В документе упоминается, что в своё время контроль за выполнением этого пожалования был возложен на графа тех мест Стурмиона. Как властитель Нарбонского графства при короле Аквитании Людовике I Благочестивом Стурмион упоминается и в документе от 11 сентября 834 года.
Ко временам Стурмиона относится наиболее раннее упоминание о нарбонских виконтах, первым из которых был Киксила. Предполагается, что Стурмион умер в 810 или 811 году. Его преемником в Нарбонском графстве был Адемар.